# Kreuzstein (Bad Ischl)
Der Kreuzstein ist ein Felsen in der Traun bei Bad Ischl im oberösterreichischen Salzkammergut. Er trägt ein Kruzifix.

## Lage
Der Felsblock befindet sich unweit flussabwärts der Stadt, zwischen Ischlerachen- und Rettenbach-Mündung am Fuß des Jainzenbergs. Er liegt zwischen den Stadtteilen Rettenbach und Roith (Katastralgemeinde Jainzen), im Bereich der Anschlussstelle Bad Ischl-Mitte/Ost der Wolfgangsee Straße (B158) an die Salzkammergutstraße (B145), unterhalb der B145-Traunbrücke mitten im hier etwa 30 m breiten Fluss.
Der Stein misst etwa 11 × 6 Meter und ragt um die 4 Meter über den Normalwasserstand.

## Geologie und Hydrographie
Der Felsen ist kein alter Bergsturz vom Jainzenberg,
sondern – wie der Einsiedlerstein am Siriuskogel – ein erratischer (ortsfremder) Block, ein Findling des Traungletschers respektive ein in nacheiszeitlichen Extremhochwässern hierher verfrachteter Geschiebeblock aus dem Inneren Salzkammergut, der tiefgründiger im Flussbett liegt.
Bei Starkhochwasser der Traun kann der Stein vollständig überspült werden, was beim Jahrhundertereignis 2013 fast geschah.

## Geschichte
Ursprünglich hieß der Felsen Kohl[en]stein (der Kreuzstein befand sich flussabwärts bei Weißenbach), sein jetziger Name bürgerte sich erst im späteren 19. Jahrhundert ein.
Er bildete ein Hindernis in der Traun-Schifffahrt, und auch eine Staubarriere für die Stadt: Eine alte Sage erzählt, der Teufel hätte den Stein in die Traun geworfen, um die Stadt unter Wasser zu setzen.
Der Stein galt in der Zeit der Sommerfrische in der Kaiserstadt als reizvoller Anblick, der in vielen Darstellungen erhalten ist.
Durch den Neubau der Anschlussstelle B145/B158 in den 1970ern hat er heute eine recht unattraktive Lagesituation.
Die aus Zinn gefertigte Heilandsfigur des übermannshohen Kruzifixes war original im Inkarnat gefasst, und ist erst seit dem späteren 19. Jahrhundert vergoldet. Das Kruzifix steht unter Denkmalschutz. 2007/2008 wurde das Kreuz mit Unterstützung durch den Ischler Heimatverein aufwändig restauriert.